# In C
In C è un brano di musica semi-aleatoria composto da Terry Riley nel 1964.
È una risposta alle tecniche accademiche astratte e seriali usate dai compositori della metà del ventesimo secolo ed è spesso citata come la prima composizione minimalista, sebbene non sia la prima in assoluto ma piuttosto quella che rese popolare il minimalismo in ambito musicale.

## Struttura ed esecuzione
L'opera consta di 53 brevi frasi musicali, numerate e di durata variabile. Sebbene esse vadano suonate in ordine, ciascuna frase può essere ripetuta un numero arbitrario di volte e ciascun musicista ha discrezione su quando passare alla successiva: anche coloro che stanno suonando la stessa frase sono invitati a iniziarla ciascuno in momenti differenti. Il singolo esecutore potrà anche scegliere di saltare una frase, pur rispettando l'ordine prestabilito; le indicazioni di esecuzione prescrivono anche che i componenti l'ensemble cerchino per quanto possibile di non sfasarsi di più di due-tre frasi fra loro.
Come riportato sull'edizione originale dello spartito, è abitudine che uno dei musicisti («tradizionalmente, una bella ragazza», annota Riley) suoni ripetutamente, in ottavi, soltanto la nota Do (secondo la notazione anglosassone: C, da cui il titolo del brano); tale parte ha la funzione di metronomo e pertanto è tipicamente affidata al pianoforte oppure a uno strumento a percussione intonato, come per esempio la marimba. Riley la definisce The Pulse («la pulsazione»). Fu Steve Reich a suggerire l'espediente all'autore il quale, inizialmente, aveva concepito l'opera come priva di un tempo prestabilito.
Il brano inizia con un accordo di Do maggiore (pattern da 1 a 7) con un'enfasi particolare sulla mediante Mi. L'entrata successiva della nota Fa avvia una serie di lente progressioni verso altri accordi, che suggeriscono sottili e ambigue variazioni di tonalità. L'ultimo pattern è costituito da un'alternanza fra Si♭e Sol. Nonostante sia di primario interesse l'esecuzione polifonica delle frasi – l'una contrapposta all'altra o la stessa collocata in momenti diversi – il pezzo può essere considerato eterofonico.
In C non ha una durata definita, a causa della discrezionalità di ripetizione di ogni frase da parte di ciascun musicista: le esecuzioni possono durare da qualche decina di minuti a qualche ora, nonostante Riley indichi che «le performance normalmente spaziano in media tra i 45 minuti e l'ora e mezza». Anche il numero di esecutori può variare da una performance all'altra. Riley consiglia «un gruppo di circa 35, se possibile, ma gruppi più o meno numerosi possono funzionare». La prima registrazione originale, della durata di 45 minuti circa, fu realizzata da undici elementi i quali impiegarono diverse dozzine di strumenti, sfruttando la tecnica della sovraincisione.